# Davy Jones (nghệ sĩ)
David Thomas "Davy" Jones (30 tháng 12 năm 1945 - 29 tháng 2 năm 2012) là ca sĩ - nhạc sĩ và diễn viên ca sĩ chính của ban nhạc The Monkees, ban nhạc nổi tiếng vào thập niên 1960, có bốn thành viên gồm: Micky Dolenz, Davy Jones, Michael Nesmith và Peter Tork. Ban nhạc được thành lập năm 1966 tại Los Angeles, nổi tiếng với những bài hát như: I'm a Believer, Last Train to Clarksville.
Davy Jones tên thật là David Bowie, nhưng đã được đổi thành David Robert Jones vào giữa thập niên 1960.
Davy Jones sinh ra ở 20 Leamington Street, Openshaw, Manchester, Lancashire, Anh, vào ngày 30 tháng 12 năm 1945. Ở tuổi 11, ông bắt đầu sự nghiệp diễn xuất của mình, xuất hiện trên chương trình truyền hình Anh Coronation Street opera, được sản xuất tại Granada Studios bởi Granada Television ở Manchester. Năm 1961, Jones đóng cháu trai của ENA Sharples, Colin Lomax, năm thứ hai Coronation Street được phát sóng. Ông cũng xuất hiện trong loạt BBC cảnh sát Z-Ô tô. Tuy nhiên, sau cái chết của mẹ mình từ khí phế thủng khi ông được 14 tuổi, Jones đã bác bỏ diễn để theo đuổi sự nghiệp như jockey, huấn luyện với Foster Basil.
David Thomas có tên ở Đại lộ Danh vọng Hollywood, nơi gắn ngôi sao mang tên David Robert Jones.
David Thomas qua đời ngày 29 tháng 2 năm 2012 ở tuổi 66 vì lên cơn đau tim. Ông đã đột quỵ và qua đời sau khi được đưa đến Trung tâm Memorial Medical ở Martin, nam Florida, Hoa Kỳ.